# Lamberto Plasencia Valls
Lamberto Plasencia Valls (Benaguasil, 18 de septiembre de 1809 – Valencia, 18 de octubre de 1893) fue compositor, organista y pedagogo español.

## Biografía
Se formó en la Capilla del Real Colegio de Corpus Christi-Patriarca de Valencia, en al cual accedió a la edad de ocho años. En este centro tuvo como profesores a los maestras de capilla José Morata y Antonio Montesinos, continuando su formación con Francisco Cabo, organista de la catedral de Valencia. Desde los 21 años empezó a promocionarse como organista en diversas iglesias de Valencia, desempeñando este cargo en la parroquia de San Valero. Posteriormente pasó a ser organista de la parroquia de San Esteban y en 1844 en la parroquia de San Bartolomé. Desde este mismo año desempeñaba además el cargo de "Profesore de los Infantes". 16 años después volvió como organista a San Esteban. Finalmente, acabó su ruta organística en 1861 ejerciendo este cargo en la iglesia de San Martín.
Tras la muerte de su hermano Mariano, en 1875, Lamberto Plasencia fue nombrado maestro de capilla del Colegio del Patriarca. Después de la aceptación de este cargo abandonó el puesto de profesor de los infantillos. "Relevaron al Sr. Maestro de Capilla, D. Lamberto Plasencia, del cargo de la enseñanza de los infantes atendiendo a su avanzada edad y buenos servicios, dando a D. José Medina este cargo en la gratificación de 1.000 reales anuos, pagaderos por semestres vencidos". Aunque la relación con el colegio fue constante, su actuación en distintas parroquias de Valencia le puso en contacto con muchos coros menores y con una gran cantidad de actos religiosos; así su producción es abundante en cantos que desconocían los otros miembros del Patriarca: cantos unisonales y a pocas voces, y dedicados a muy diversos santos y festividades.
A medida que D. Lamberto avanza en edad, las atenciones siguen en aumento, ya que el 15 de noviembre de 1893, "teniendo en cuenta los méritos y servicios del Maestro de Capilla, D. Lamberto Plasencia, el que por los achaques, edad, y salud casi siempre quebrantada, se ve en la imposibilidad de asistir todos los días a cumplir sus deberes, a petición del mismo Señor, determinaron concederle la jubilación, señalándole diez reales diarios, quedando el dicho señor Plasencia obligado a asistir los días solemnes y clásicos de la Casa. Designado para sustituirle a su hijo, D. Vicente Plasencia Torres, según acuerdo tomado el 16 de mayo de 1893, se resolvió en este día, señalándole por este concepto una gratificación de dos reales diarios, concediéndole en el votivo de fuera de Casa una porción de primer coro como maestro de capilla sustitutoo. Estos acuerdos no han de tener efecto hasta el día primero del próximo mes de octubre".  Algunas son las fuentes que le ensalzan más como pedagogo que como compositor. Sin embargo, su catálogo de obras es bastante amplio. Según José Climent, su estilo compositivo siguió las características italianizantes del momento. El 18 de octubre de 1893 muera en Valencia siendo interpretada su Misa de réquiem a 8 voces en las honras fúnebres que se oficiaron en la iglesia del Patriarca.

## Catálogo de obras
Misas: Misa, 4 y 8V, cb, órg, 1841; Misa de réquiem, 4 y 8V, vln, cb, órg; Misa de réquiem breve, 3V, cb, órg.
Lamentaciones: Incipit oratio… Recordare Domine, 8V, órg 1842; De lamentatione… Misericordiae Domini, 8V, pf, cb, órg, 1848.
Motetes: Abscissus est, 4 y 8V, ac, 1844; Acceperunt ergo corpus, 4 y 8V, ac, 1844; O sacrum convivium, 8V, órg, cb, 1844; O Virgo Virginum, 4V, ac, 1844; Post haec autem, 4 y 8V, ac, 1844; Gabriel Angelus, 4V, órg, 1846; Credo quod elegerunt apostoli, 4V, órg, 1849; O beatum Jacobum, 7V, órg, cb; O felicissimum virum, 8V, ac; O virum ineffabilem, 8V, cb, órg; Redemptor meus, 4V, órg.
Salmos: Ad Dominum cum tribularer, 4V; Beatus vir, 8V, cb, órg, 1838; Confitebor tibi Domine, 4V; De profundis, 4V; Dilexi quoniam exaudiet, 4V; Levavi oculos meus, 4V.
Letanías: Kyrie eleison, 3V, órg, 1846; Kyrie eleison, 3V, órg, 1846.
Gozos: Sednos guía y dirección, 3V, órg, 1861; Pues que de Dios sois querido, 3V, órg, 1862; Teresa Fénix gloriosa, 3V, órg, 1862; Gozos a San Antonio Abad, 3V, órg; Ya que visteis la aflicción, 2S, ac.
Letrillas: Ay, deja María, 2V, órg (BSM); De llanto arrasados los ojos, 2S, órg; Flores, Virgen Pura, 2V, órg; No cesará mi lengua, Co, órg, 1849.
Trisagios: Santa, santa, 8V, vc, órg, 1847; Santa, santa, 3V, ac, 1854; Santa, santa, 3V, órg; Sant, santa, 3V, órg; Santo, santo, 3V, órg, 1875; Santo, santo, 8V, ac; Santo, santo, 3S, órg; Santo, santo, 8V, ac.
Otras obras religiosas: Adiós, rosa angelical, 3V, órg; Con fe el labio te saluda, 3V, órg; Cor matris, 2V, órg; Elegerunt apostoli, Of, 8V, cb, órg, 1849; O Beatum virum, 3V, órg, 1844; Por las almas sin cesar, 3V, órg; Quem vidistis, pastores, Resp, 8V, cb, órg, 1841; Salve Regina, Ant, 2V, órg; Tantum ergo, H, 4V, órg.